# Nacala
Nacala   este un oraș  în partea de NE a Mozambicului, în provincia Nampula. Are cel mai adânc port natural din toata Africa de Est.